# Энзензак-Локрист
Энзензак-Локрист (фр. Inzinzac-Lochrist) — коммуна на северо-западе Франции, находится в регионе Бретань, департамент Морбиан, округ Лорьян, кантон Гидель. Расположена в 16 км к северо-востоку от Лорьяна, в 9 км от национальной автомагистрали N165. Через территорию коммуны протекает река Блаве, южнее по течению впадающая в Бискайский залив в черте города Лорьян.
Население (2019) — 6 548 человек.

## История
Поселение на месте нынешней коммуны Энзензак-Локрист существовало по меньшей мере с V века до нашей эры. Земля эта вплоть до завоевания Римом в I веке до н.э. принадлежала кельтскому племени венетов. На территории коммуны также обнаружены фрагменты поселения Раннего Средневековья.
В X веке приход входил в состав сеньории Кемне-Гебо, затем стал принадлежать виконту Эрве I де Леон, а с 1303 году — тамплиерам. Они основали здесь свой монастырь, перешедший в 1313 году к госпитальерам и до наших дней не сохранившийся.
В XVII веке коммуна стала жертвой страшной эпидемии чумы. 
В 1790 году, во время Великой французской революции, коммуна стала называться Энзензак. Свое нынешнее название она получила в 1969 году. 

## Достопримечательности
- Шато Керма XVII-XVIII веков
- Церковь Святого Петра 1929 года, построенная на месте средневековой церкви
- Церковь Нотр-Дам XIX века
- Шато Локельта XIX века
- Живописные берега реки Блаве, лес Тремлен

## Экономика
Структура занятости населения:
- сельское хозяйство — 5,4 %
- промышленность — 16,3 %
- строительство — 8,9 %
- торговля, транспорт и сфера услуг — 32,7 %
- государственные и муниципальные службы — 36,8 %

Уровень безработицы (2018) — 10,7 % (Франция в целом —  13,4 %, департамент Морбиан — 12,1 %). 

Среднегодовой доход на 1 человека, евро (2018) — 21 470 (Франция в целом — 21 730, департамент Морбиан — 21 830).

## Демография
Динамика численности населения, чел.

## Администрация
Пост мэра Энзензак-Локриста с 2014 года занимает Армель Никола (Armelle Nicolas). На муниципальных выборах 2014 года возглавляемый ею левый блок победил в 1-м туре, получив 53,27 % голосов.
| Период | Период | Фамилия             | Партия                                     | Примечания                                                                   |
| ------ | ------ | ------------------- | ------------------------------------------ | ---------------------------------------------------------------------------- |
| 1945   | 1977   | Франсуа Джиованелли | Французская секция Рабочего интернационала | бухгалтер, директор кооператива                                              |
| 1977   | 2001   | Жан Джиованелли     | Социалистическая партия                    | футболист, затем президент футбольного клуба, депутат Национального собрания |
| 2001   | 2014   | Жан-Пьер Бажо       | Социалистическая партия                    | врач-терапевт                                                                |
| 2014   |        | Армель Никола       | Разные левые                               | чиновник                                                                     |

## Города-побратимы
- Паррес, Испания